# Lasioglossum arizonense
Lasioglossum arizonense är en biart som först beskrevs av Crawford 1907.  Lasioglossum arizonense ingår i släktet smalbin, och familjen vägbin. Inga underarter finns listade i Catalogue of Life.